# Amundön
Amundö é o nome de duas ilhas contíguas, em que a maior delas tem o nome de Stora Amundön e a menor o de Lilla Amundön.
Localizadas no Estreito de Categate, junto à costa, pertencem ao bairro de Askim na cidade de Gotemburgo.
As duas ilhas estão ligadas à terra firme por duas pequenas pontes.